# Robert Dessaix
Robert Dessaix (* 17. Februar 1944 in Sydney) ist ein australischer Autor und Journalist.

## Leben
Dessaix wurde in jungen Jahren adoptiert. Er ging zur Schule an der North Sydney Boys High School. Danach studierte er in Moskau in den frühen 1970er. Dessaix erhielt nach seinem Studium eine Anstellung an der Australian National University, wo er Russische Studien unterrichtete. Von 1972 bis 1984 war er in seiner Lehrtätigkeit dann an der University of New South Wales tätig. Während dieser Jahre übersetzte er eine Reihe von russischen Büchern in die englische Sprache. Hierbei arbeitete er unter anderem mit Michael Ulman zusammen.
Von 1985 bis 1995 präsentierte Dessaix das Fernsehprogramm Books and Writing auf dem Fernsehsender Australian Broadcasting Corporation in Australien. Ab 1993 begann Dessaix als Autor mehrere Bücher zu schreiben, für die er verschiedene Literaturpreise erhielt.

## Werke (Auswahl)

### Romane
- 1996: Night Letters: A Journey Through Switzerland and Italy, editiert und mit Bemerkungen von Igor Miazmov
- 1997: Secrets
- 2001: Corfu

### Autobiografien
- 1994: A Mother's Disgrace
- 2008: Arabesques : A Tale of Double Lives

### Sachbücher
- 1998: (And So Forth)
- 2004: Twilight of Love: Travels with Turgenev

### Editor
- 1993: Australian Gay and Lesbian Writing: An Anthology
- 1993: Picador New Writing
- 1998: Speaking Their Minds: Intellectuals and the Public Culture in Australia
- 2004: The Best Australian Essays 2004
- 2005: The Best Australian Essays 2005

## Preise und Auszeichnungen (Auswahl)
- 1997: Australian Literature Society Gold Medal: Night Letters: A Journey Through Switzerland and Italy - Sieger
- 1998: Colin Roderick Award: (And So Forth) - Sieger
- 1998: Medienpreis der Deutschen AIDS-Stiftung
- 2005: Waverley Library Award for Literature: Twilight of Love: Travels with Turgenev
- 2005: Victorian Premier's Literary Award, The Nettie Palmer Prize for Non-Fiction: Twilight of Love: Travels with Turgenev - Sieger
- 2005: New South Wales Premier's Literary Awards, Douglas Stewart Prize for Non-Fiction: Twilight of Love : Travels with Turgenev -
- 2007: Margaret Scott Prize: Twilight of Love : Travels with Turgenev - Sieger